# 色彩モーメント
『色彩モーメント』（しきさいモーメント）は、ヴィジュアル系バンドアンティック -珈琲店-の1stフルアルバム。

## 解説
- 「CDのみ」、「CD+DVD」の2形態で発売された。
- スマッシュヒット曲「我侭行進曲」、「テケスタ光線」、「エスカピズム」、「メリメイキング」などを収録。また始めにDVDはPVとオフショットを収録。
- アルバム発売と同時にライブツアー｢LIVE CAFE 05 色彩亜音｣を行う。

## 収録曲

### CD収録内容
全曲編曲：アンティック -珈琲店-
1. オープ○ング(色彩ver.)
2. メリメイキング
作詞：みく / 作曲：カノン
3. エスカピズム(色彩ver)
作詞：みく / 作曲：坊
4. 一発逆転恋愛ゲーム
作詞：みく / 作曲：カノン
5. Golden Wing
作詞：みく / 作曲：輝喜
6. 輪廻の罪
作詞：みく / 作曲：輝喜
7. 玩具
作詞：みく / 作曲：カノン
8. テケスタ光線
作詞：みく / 作曲：カノン
9. NYAPPY in the world
作詞：みく / 作曲：カノン
10. ½
作詞：みく / 作曲：坊
11. 我侭行進曲
作詞：みく / 作曲：坊
12. マイ フェイバリット☆ビート (※シークレットトラック)

### DVD収録内容
またPVの間にメンバーのトークを収録。
1. antic room #1
2. 我侭行進曲
3. antic room #2
4. テケスタ光線
5. antic room #3
6. エスカピズム
7. antic room #4
8. メリメイキング